# Позивний Італієць
«Позивний Італієць» — український документальний фільм колишнього журналіста, директора Департаменту комунікації Міністерства внутрішніх справ Артема Шевченка, що розповідає про українського нацгвардійця Віталія Марківа, якого в Італії спершу засудили до 24 років тюрми в справі про загибель італійця Андреа Роккеллі і росіянина Андрія Миронова на Донбасі в 2014 році, однак потім виправдали. Символом фільму обрана телевізійна вежа на горі Карачун над Слов'янськом.
Допрем'єрний показ документального фільму пройшов у п'ятницю, 19 лютого. Прем'єра фільму відбулася у неділю 21 лютого на телеканалі «1+1».
Також у харківському видавництві «Фоліо» випущено книгу «Віталій Марків».

## Синопсис
Головною у сюжеті показана драма українського нацгвардійця Віталія Марківа. Він з 11 років жив і навчався в Італії, а на початку грудня 2014 року приїхав на Майдан. Під час сутичок у Маріїнському парку в ході Революції Гідності отримав поранення. З початком окупації Росією Криму увійшов добровольцем до першого резервного батальйону відновленої Нацгвардії України (нині батальйон імені Кульчицького). Під час активної оборони панівної висоти (гори Карачун) над Слов'янськом, де розташований телевізійний радіопередавальний центр, на початку травня 2014 року разом із десантниками 95-ї окремої десантно-штурмової бригади Збройних Сил України тримав оборону від наступу російських бойовиків й Віталій Марків. Автори звернули увагу на трагедію італійського журналіста Андреа Роккелі та його російського перекладача Андрія Миронова з відповідальністю за це Росії. Вони загинули 24 травня 2014 року внаслідок мінометного обстрілу під горою Карачун біля керамічної фабрики «Зевс». Відстань до українських позицій — понад 1700 метрів. Французький фотожурналіст Вільям Ругелон отримав поранення.

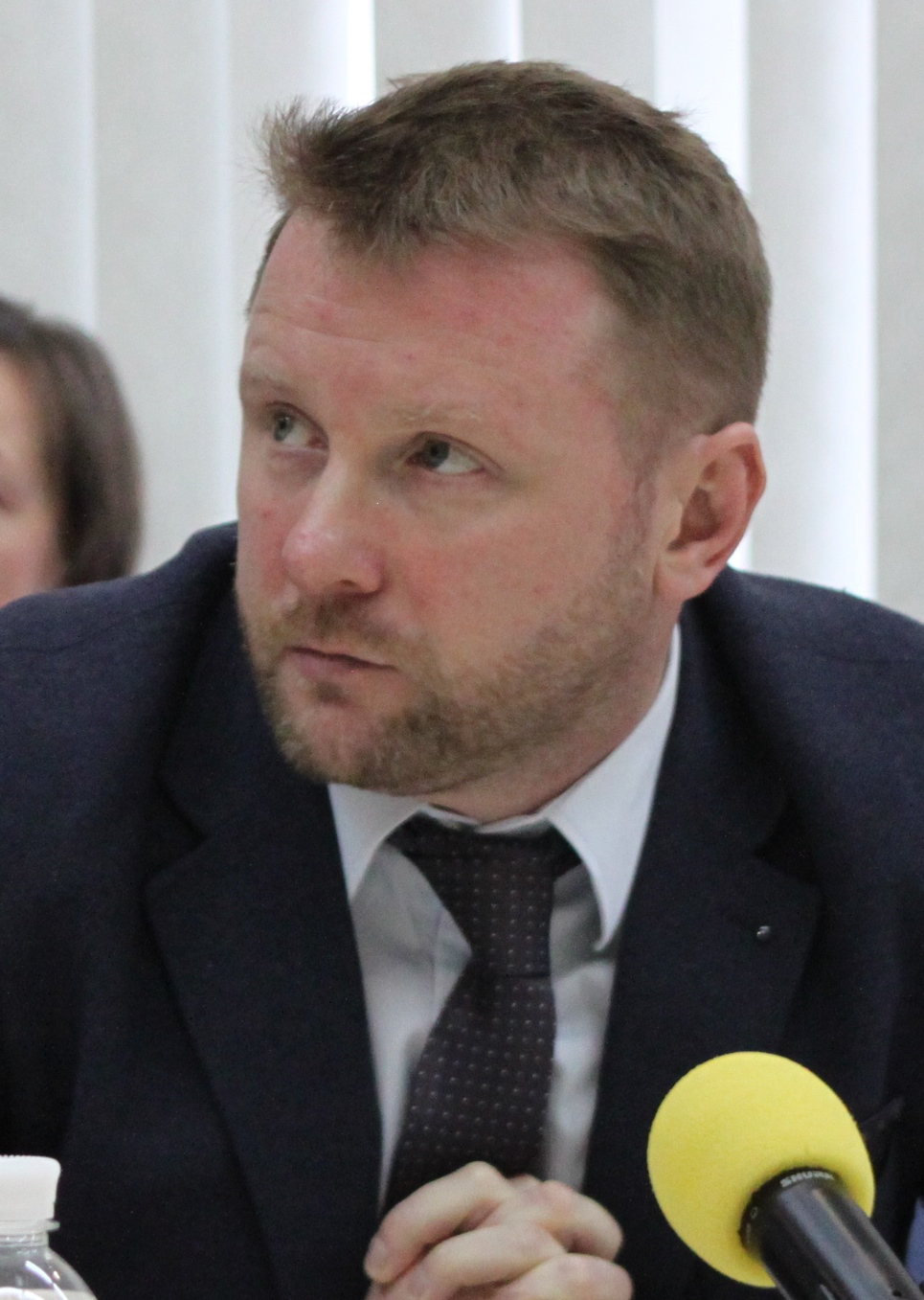
автор ідеї та сценарист фільму Артем Шевченко

За несправедливим звинуваченням у причетності до загибелі фоторепортера та перекладача Віталія Марківа затримали 30 червня 2017 року в Італії. Суд першої інстанції італійського міста Павія, що тривав з 6 липня 2018 року, засудив 12 липня 2019-го Віталія Марківа до 24 років ув'язнення. В ув'язненні в італійській в'язниці строгого режиму Опера неподалік Мілана він пробув 1222 дні. 20 листопада 2019 року Україна подала апеляційну скаргу на рішення цього суду. Італійські журналісти під час підготовки документального фільму The wrong place («Не в тому місці, не в той час») знайшли нових свідків захисту і провели нові експерименти, результати яких було долучено до апеляції. Лише 3 листопада 2020 року Апеляційний суд присяжних Мілана звільнив Віталія Марківа.
|  | «Драматична історія майданівця, добровольця-нацгвардійця, військовослужбовця батальйону імені Сергія Кульчицького Віталія Марківа, – розповів речник Міністерства внутрішніх справ Артем Шевченко. – У фільмі використано рідкісні фото і відео з особистого архіву В. Марківа, ексклюзивні фото і відео зняті самим автором на горі Карачун під час активних бойовий дій наприкінці травня 2014 року, унікальні спогади співслужбовців В. Марківа, інтерв'ю міністра внутрішніх справ Арсена Авакова, хроніка судових засідань тощо». |

## Фільмування
Виробництвом стрічки займалася українська студія BeeSeen Production спільно з Міністерством внутрішніх справ України та за підтримки Міністерства культури та інформаційної політики України.

## Інші серіали про Марківа
- Crossfire («Перехресний вогонь») — італійський документальний фільм зрежисований журналістом Лоренцо Станцані. Зйомки проходили у грудні 2020 року в районі операції Об'єднаних сил.
- The wrong place («Не в тому місці, не в той час») — італійський документальний фільм, знятий у лютому 2020 року журналісткою hromadske Ольга Токарюк та італійськими журналістами Крістіано Тінацці, Рубеном Лагаттоллою та Даніло Еліа. зняли документальний фільм про справу Марківа . Вони знайшли нових свідків захисту і провели нові експерименти, результати яких було долучено до апеляції.